# Piazza San Prospero
Piazza San Prospero è una piazza di Reggio Emilia.
La piazza prende il nome dall'omonima basilica ed è una delle più importanti della città. È chiamata anche Piazza Piccola ed è collegata da una strada porticata (il Broletto) alla Piazza Grande, cioè Piazza del Duomo.
La piazza ha una forma approssimativamente rettangolare con tre lati porticati. Sul lato rimanente sorge la chiesa di San Prospero con il campanile ottagonale. Dal lato opposto alla chiesa sono visibili l'abside e la cupola della cattedrale.

La piazza è caratterizzata dalla presenza di sei statue di leoni in marmo rosso sul sagrato della basilica del 1503, realizzate dallo scultore reggiano Gaspare Bigi.
Nella piazza si tiene il mercato bisettimanale della città, il martedì e il venerdì.

## Galleria d'immagini

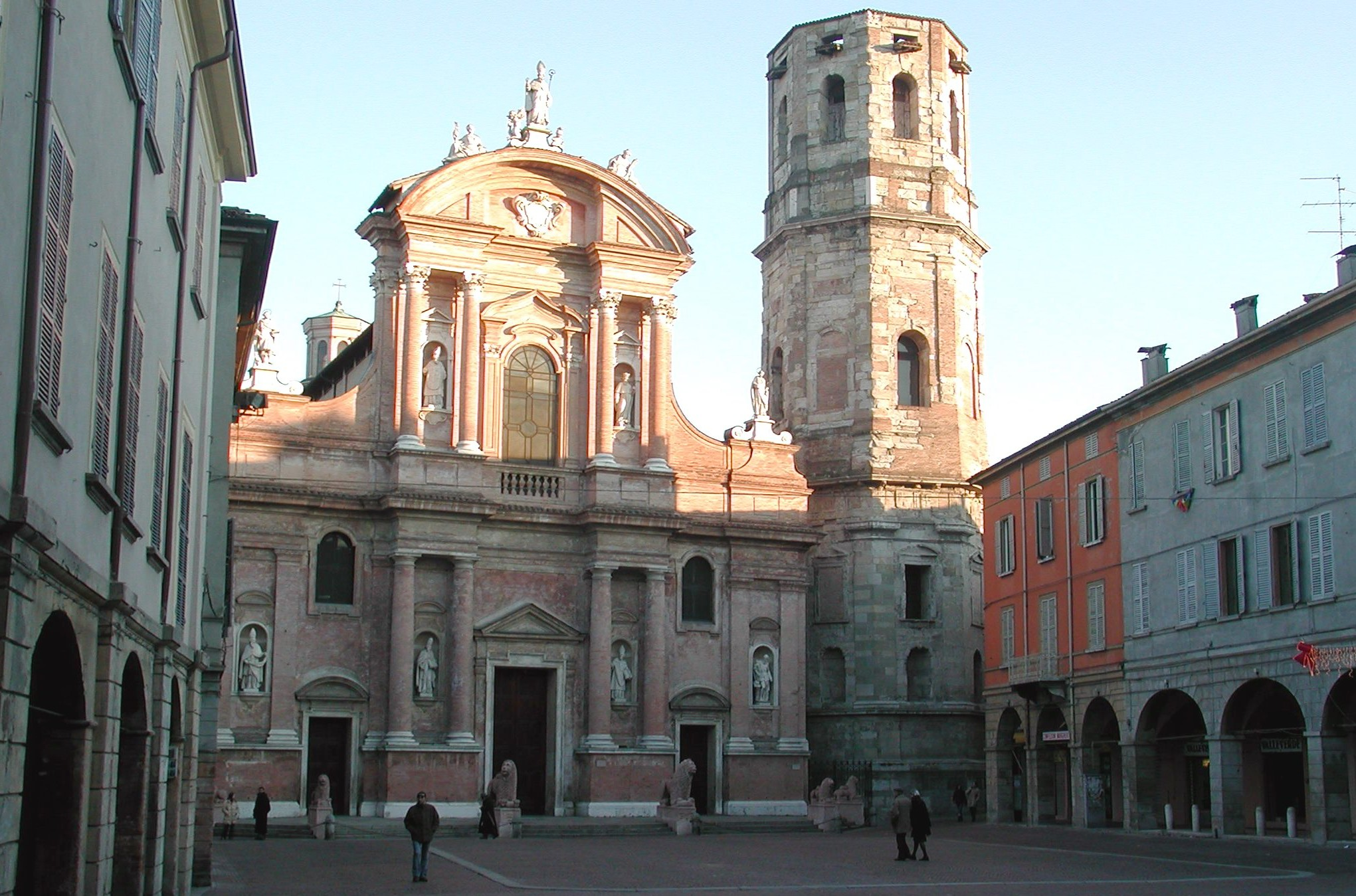
Facciata della basilica di San Prospero
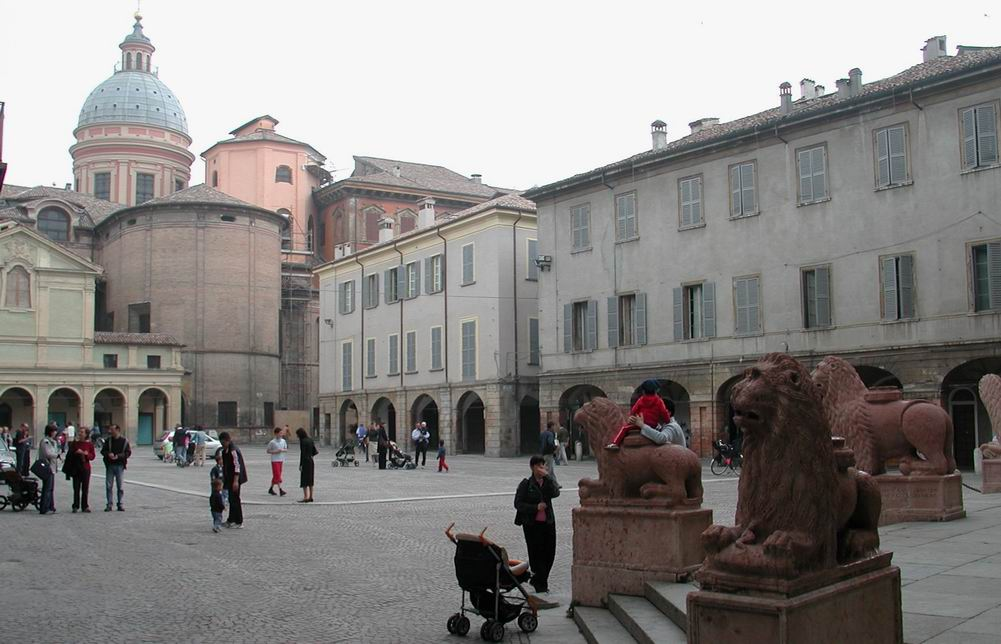
La piazza vista dal sagrato della basilica
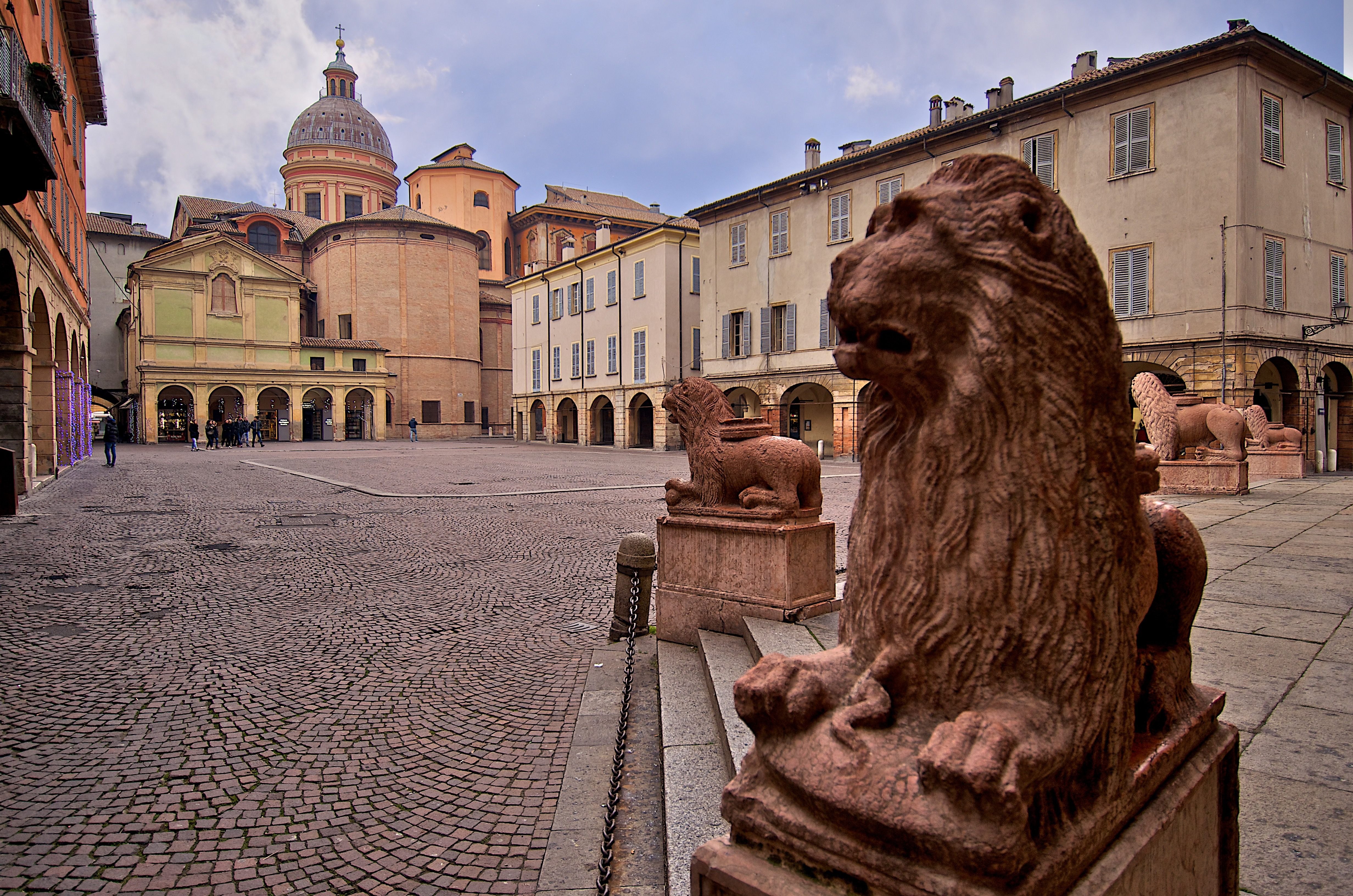
La piazza vista dal sagrato della basilica
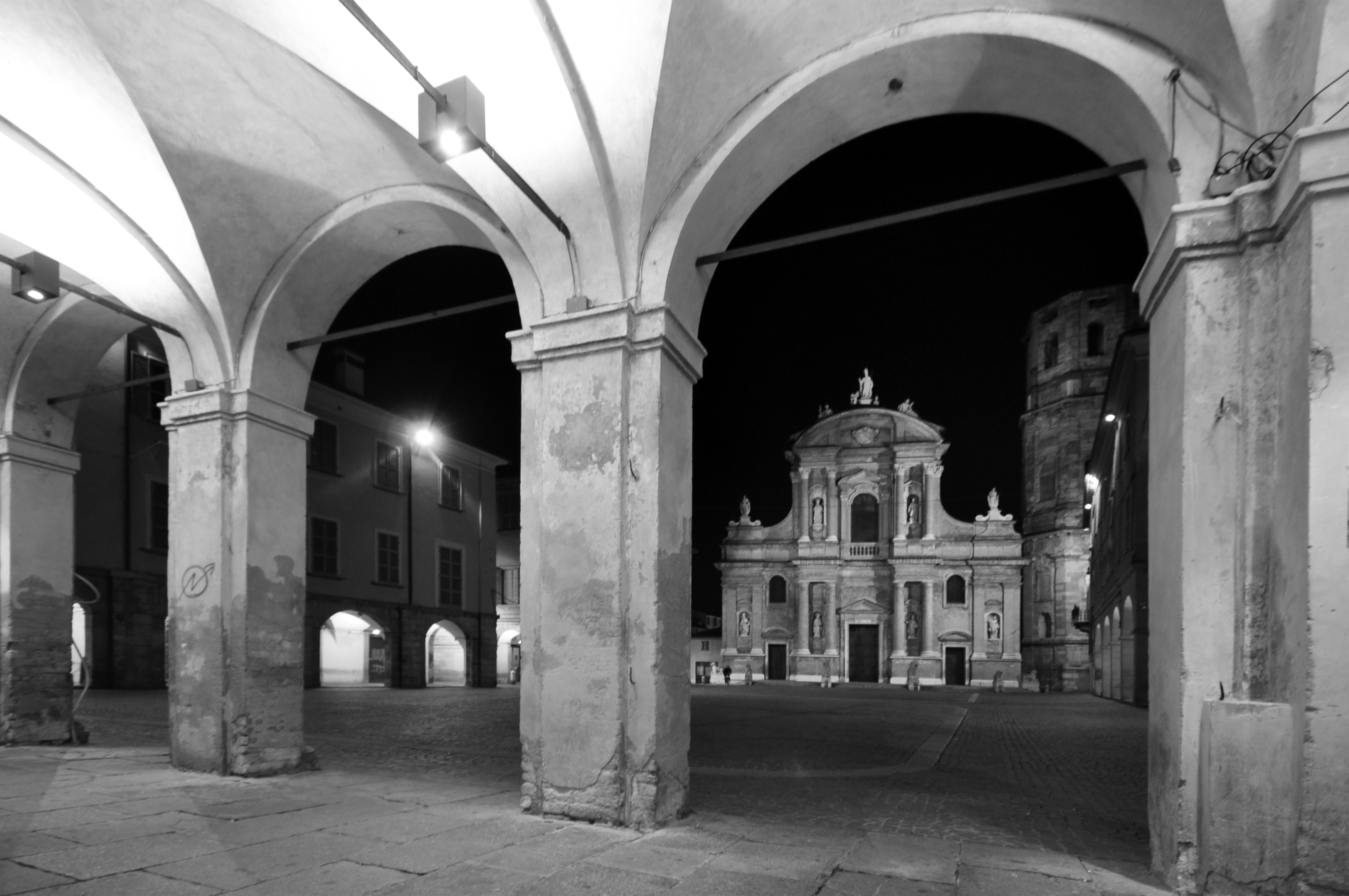
La Piazza di notte
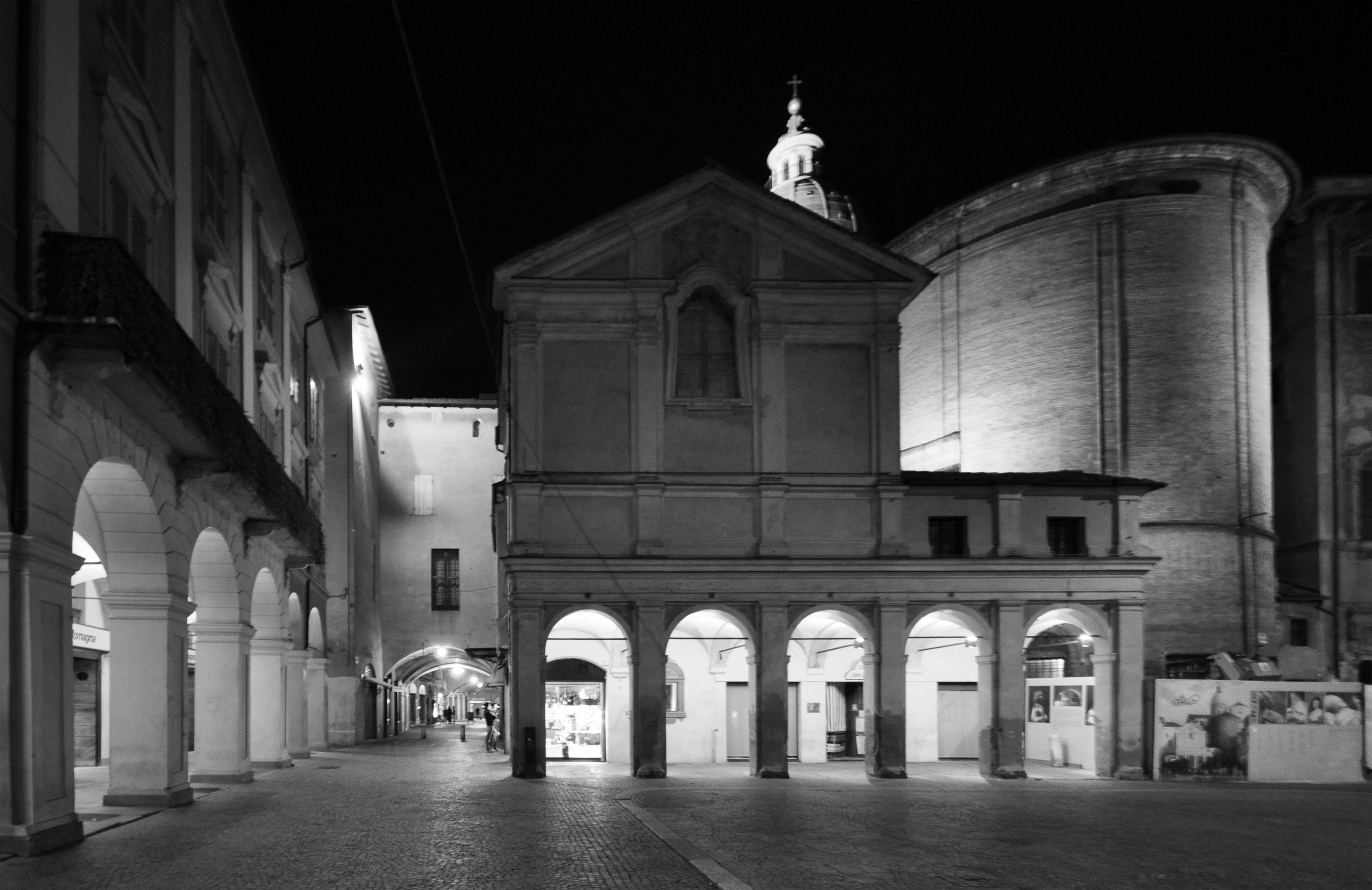
La Piazza di notte
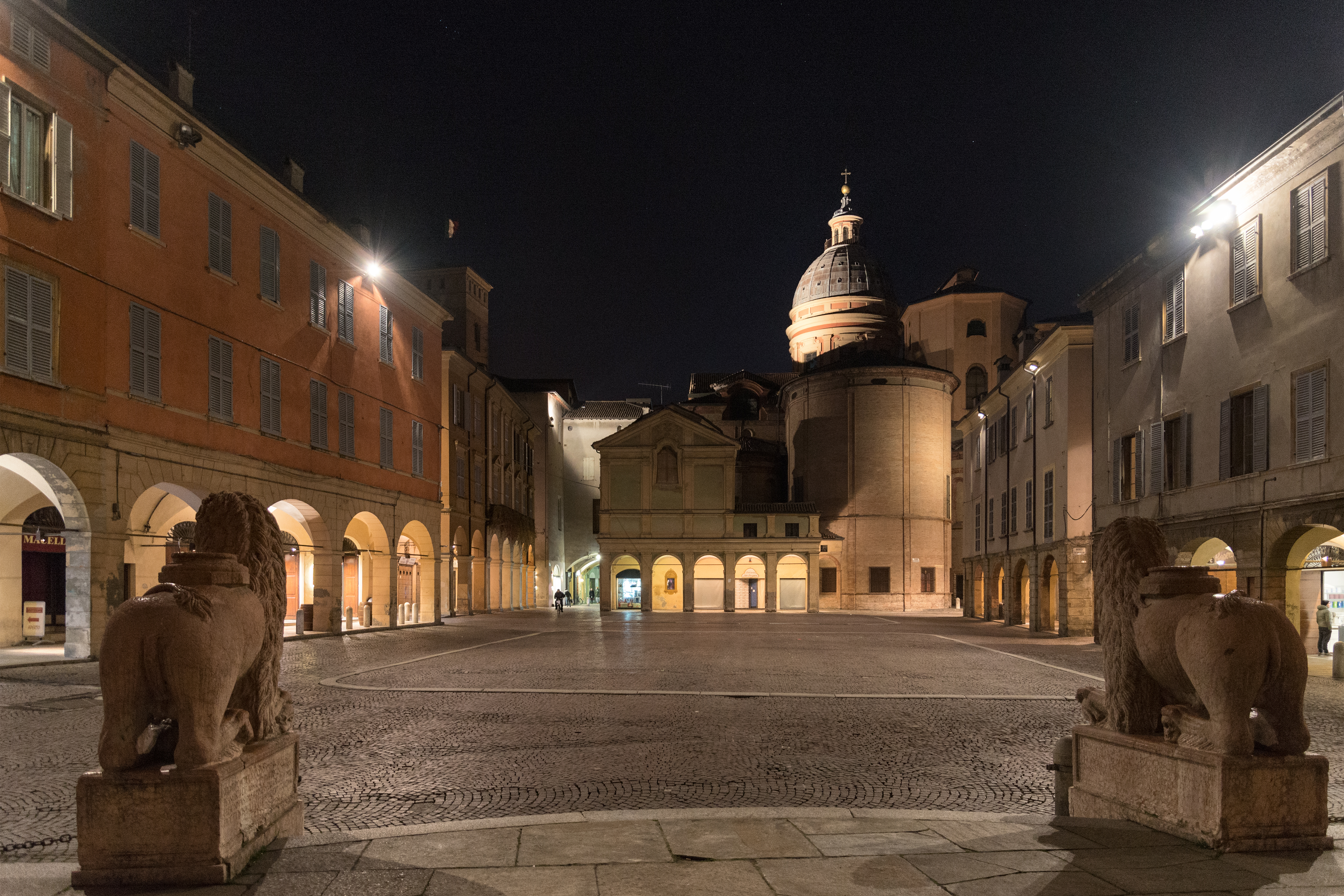
Vista notturna